# Addie Anderson Wilson
Pour les articles homonymes, voir Anderson et Wilson.
Addie Anderson Wilson (17 août 1876 — 8 octobre 1966) est une compositrice, organiste et carillonniste américaine

## Biographie
Addie Anderson nait le 17 août 1876 à Lawrenceville (en), elle vivra en Alabama pendant la majeure partie de sa vie.
Elle a étudié la musique avec Mary Carr Moore et M. Wilson.
Elle épouse William Sidney Wilson le 9 novembre 1892, ils eurent un fils.
Wilson a remporté plusieurs prix et occupé plusieurs postes électifs, tels que :
- Première vice-présidente de l'Alabama Federation of Music Clubs [4]
- Présidente de l'Harmony Club de Dothan[5]
- Présidente du Club d'études musicales
- Femme de l'année, Dothan, Alabama [6]

## Œuvres
Wilson a composé plusieurs opérettes et pièces pour piano initialement publiées par George Willig & Co et Carl Fischer Music (en)

### Piano
- Southern Breezes [7]

### Vocales
- Apple Blossoms
- Evening Song
- Faith (texte tiré de Marc X:36- 52)[8]
- Goodnight, M. Moon [9]
- Hi, Mr. Sunshine
- I Will Give You Rest (chœur a cappella ; texte tiré de Matthieu XI:28-30)[10]
- Lullaby
- Under the Rose (texte de Richard Henry Stoddard (en))[11]
- Whenever Skies are Gray